# Circus of Books
Circus of Books ist ein Dokumentarfilm von Rachel Mason, der im April 2019 beim Tribeca Film Festival seine Premiere feierte und am 22. April 2020 in den USA in das Programm von Netflix aufgenommen wurde.

## Inhalt

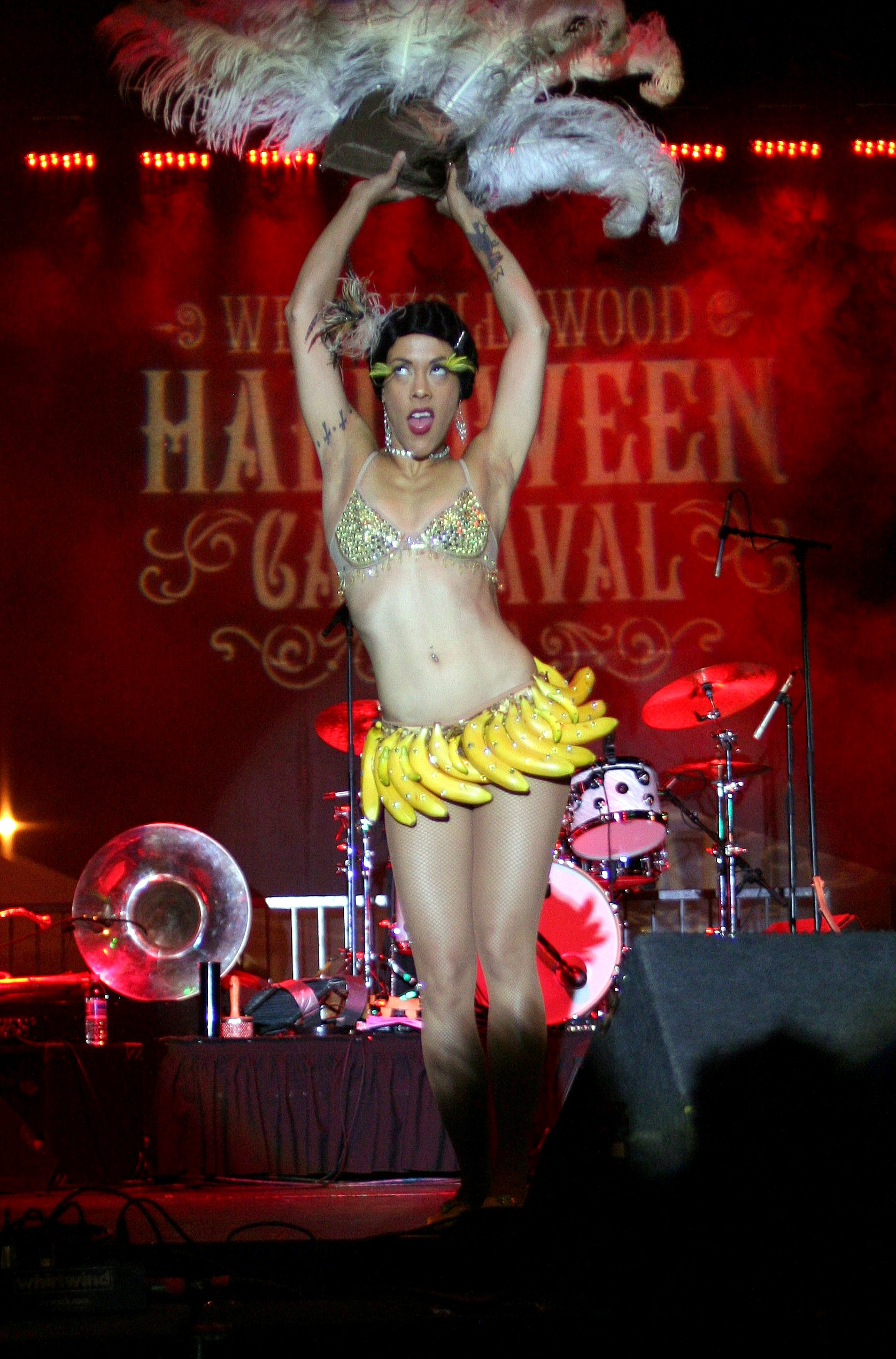
In unmittelbarer Umgebung des „Circus of Books“ gedieh Hollywoods LGBT-Community

Als die Eltern der heutigen Musikerin und Künstlerin Rachel Mason Mitte der 1970er Jahre in eine finanzielle Notlage geraten waren und nach einer Möglichkeit suchten, ihre kleine Familie zu versorgen, stießen sie auf eine Anzeige in der Los Angeles Times. Larry Flynt suchte auf diesem Weg nach Verkäufern für das erst seit kurzem erscheinende Männermagazin Hustler. So fingen Karen und Barry Mason 1976 an, das Magazin zu verkaufen. Bald schon übernahmen sie den Buchladen „Circus of Books“ im Silverlake-Viertel in Los Angeles und kamen mehr und mehr mit der LGBT-Community in Kontakt.
Zehn Jahre später hat sich „Circus of Books“ nicht nur zum größten Verkäufer von Schwulenpornos in den USA entwickelt, sondern ist auch zu einem unverzichtbaren Zufluchtsort für schwule Männer. Aus dem eigentlich bürgerlich lebenden, heterosexuellen Pärchen ist ein fester Teil der LGBT-Community der Stadt geworden, die nicht von AIDS verschont bleibt. Dennoch müssen sie in diesem Umfeld für die Erziehung ihrer drei Kinder sorgen. Auch beruflich werden sie vor die eine oder andere Herausforderung gestellt. So droht man ihnen wegen der Verbreitung von Pornografie mit einer Gefängnisstrafe.
Letztlich haben Karen und Barry über 35 Jahre lang „Circus of Books“ betrieben und waren aus dem Leben und der Kultur der LGBT-Community von Los Angeles nicht wegzudenken. Schließlich müssen sie das Geschäft aber im August 2016 schließen, weil es sich nicht mehr rentiert, was von den Beteiligten auf die Zugänglichkeit von Pornografie im Internet zurückgeführt wird.
Außerdem wird darüber berichtet, wie sich einer ihrer Söhne als schwul geoutet hat, worauf Karen zuerst aufgrund ihrer Religion, dem Judentum, ablehnend reagierte. Die schwule Welt sei für sie ein Teil des Geschäfts gewesen, nicht ihres eigenen privaten Bereichs. Sie lernte, ihre Haltung zu ändern, unter anderem durch die Teilnahme bei PFLAG, einer Gruppe für Eltern von Homosexuellen, mit der sie auf einer Schwulendemonstration in Los Angeles 2016 zu sehen sind.

## Hintergrund
Der später als „Circus of Books“ geführte Laden am 8230 Santa Monica Boulevard Ecke La Jolla Avenue in West Hollywood wurde 1960 ursprünglich unter dem Namen „Book Circus“ eröffnet. Als der Eigentümer 1982 finanzielle Probleme hatte, übernahmen Karen und Barry Mason den Laden  und benannten ihn in „Circus of Books“ um. Beide hatten zuvor bereits für den Verleger Larry Flynts Männermagazine verkauft. Barry war früher als Ingenieur von Dialysegeräten und Entwickler von Spezialeffekten tätig und hatte unter anderem für den Science-Fiction-Film 2001: Odyssee im Weltraum von Stanley Kubrick gearbeitet, seine Frau war als Journalistin tätig. Im „Circus of Books“ verkauften sie neben Taschenbüchern und Romanen von LGBTQ-Autoren auch Science-Fiction-Bücher, Bibeln und ausländische Zeitungen. Darüber hinaus verfügte „Circus of Books“ über ein größeres „Hinterzimmer“, in das Kunden durch zwei Schwingtüren gelangten. Hier wurden Schwulenpornos und Sex-Toys angeboten.
Im Jahr 2020 wurde das Geschäft von Channel 1 Releasing übernommen, ein Unternehmen, das bereits einen Sexshop Chi Chi LaRues in West Hollywood betreibt. Bei der Neugestaltung der Räumlichkeiten hatte man sich, so die Website des Ladens, „vom schäbigen Stil des gestrigen Pornoladens verabschiedet.“

## Produktion
Regie führte Rachel Mason. Teo Bugbee von der New York Times bemerkt, ihr Dokumentarfilmdebüt gewähre nicht nur einen Einblick in das Doppelleben, das ihre Eltern führten, sondern zeige auch, dass die Menschen, die am wenigsten hierüber wussten, ihre Kinder waren, denn über das Familienunternehmen wurde zu Hause jahrelang nicht gesprochen. Neben den Magazinen von Flynt und vertriebenen Filmen mit Titeln wie Confessions of a Two Dick Slut und Don’t Drop the Soap, begannen die Masons bald selbst Hardcore-Filme zu produzieren, so gemeinsam mit Regisseur Matt Sterling und dem schwulen Pornostar Jeff Stryker. „Wir haben noch nie einen dieser Filme gesehen“, sagt Karen ilm Film und wendet den Blick ab, wenn sie mit einer Wand voller Dildos konfrontiert wird. Rachel Mason wuchs in dem Glauben auf, dass ihre Eltern einfach einen kleinen Buchladen in Los Angeles betrieben. In den seltenen Fällen, in denen die Mason-Kinder ihre Eltern in ihr Geschäft begleiteten, wurde ihnen gesagt, sie sollten „auf den Boden schauen“, während sie durch bestimmte Bereiche des Ladens gingen.
Eine erste Vorstellung des Films erfolgte am 26. April 2019 beim Tribeca Film Festival. Ein Jahr später, am 22. April 2020, wurde der Film in das Angebot von Netflix aufgenommen.

## Rezeption

### Kritiken
Der Film konnte bislang 98 Prozent aller Kritiker bei Rotten Tomatoes überzeugen und erhielt hierbei eine durchschnittliche Bewertung von 7,8 der möglichen 10 Punkte.
Teo Bugbee von der New York Times schreibt, der Film blühe besonders dann auf, wenn er sich auf Interviews mit Mitarbeitern, langjährigen Kunden und den Stars der Pornoindustrie konzentriert, die der Laden finanziert hat. Diese Mitglieder der Community reflektierten eine vergangene Ära mit Witz und Wärme. Ihre Erinnerungen würden von den gold leuchtenden Archivmaterial aus den 1980er Jahren aus der Gegend unterstützt. Der Film zeige auch die Bedeutung des Ladens in politischer Hinsicht, aber auch die AIDS-Krise. Diese Erinnerungen seien das Herz des Films, wenn es nicht um das Familiengeheimnis geht, sondern um den Stolz einer Gemeinschaft.
Peter Debruge von Variety sagt über die Eheleute Mason, die einst Hardcore-Filme produziert hatten, Barry sehe heute als Großvater wie eine glücklichere, lächelnde Version des mit Heugabeln schwingenden Bauern in Grant Woods „American Gothic“ aus, während Karen, die ihre Kinder im jüdischen Glauben großgezogen hat, eine der Frauen sein könnte, die „Burn in Hell“-Schilder bei einer Pride-Parade hochhalte.

### Auszeichnungen
Camden International Film Festival 2019
- Auszeichnung als Bester Dokumentarfilm mit dem Harrell Award (Rachel Mason)[9]

Gay & Lesbian Entertainment Critics Association Awards 2020
- Nominierung als LGBTQ Documentary of the Year für den Dorian Award[10]

Sidewalk Film Festival 2019
- Auszeichnung als Bester Dokumentarfilm mit dem Publikumspreis (Rachel Mason)[11]

Satellite Awards 2020
- Nominierung als Bester Dokumentarfilm